# Olle Moraeus
Lars Olof "Olle" Moraeus, född 7 januari 1955 i Orsa församling, Kopparbergs län, är en svensk musiker, utbildad på Musikhögskolan i Örebro. Han är bror till Per-Erik och Kalle Moraeus.
Olle Moraeus spelar fiol och andra stråkinstrument. Han har arbetat som musiklärare i Mora och undervisar huvudsakligen i stråkinstrument. Han var rektor för musikskolan i Orsa från 2007 till 2017. Moraeus är medlem i grupperna Orsa spelmän och Benny Anderssons orkester (BAO).